# Jama ciała

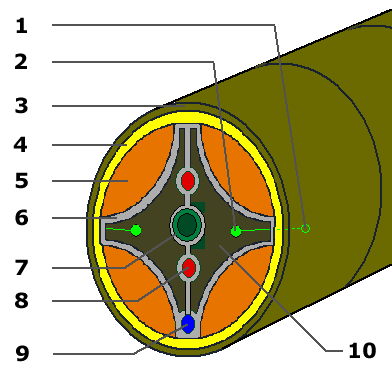
Przekrój ciała pierścienicy. 10 – jama ciała (celoma)

Jama ciała – wypełniona płynem przestrzeń ograniczona listkami zarodkowymi powstającymi w okresie rozwoju zarodkowego zwierząt o słabo rozwiniętej tkance wypełniającej. U bezkręgowców jest elementem szkieletu hydrostatycznego. W jamach ciała rozwijają się narządy wewnętrzne.
W zależności od sposobu powstawania wyróżnia się kilka typów jam ciała. Od ostatecznej postaci jamy ciała zależy tzw. ogólny plan budowy organizmu. 
Organizmami, u których nie występuje jama ciała, są Platyhelminthes (robaki płaskie), Acoelomorpha, Nemertea (wstężnice), Gnathostomulida (szczękogębe) i dawne Mesozoa (rombowce i prostopływce). Przestrzeń pomiędzy ich worem powłokowo-mięśniowym, a narządami wewnętrznymi wypełnia parenchyma – swoista tkanka łączna gromadząca zapasy pokarmowe oraz rozprowadzająca na drodze osmozy produkty przemiany materii).

## Typy jam ciała
- blastocel (pierwotna jama ciała)
- pseudocel (pseudoceloma, schizocel)
- hemocel
- miksocel
- celoma (wtórna jama ciała)

## Hipoteza jam ciała
Na podstawie ogólnego planu budowy ciała ustalane są przypuszczalne pokrewieństwa pomiędzy grupami zwierząt. W klasyfikacji zwierząt opartej na hipotezie jam ciała wyróżniane były zwierzęta acelomatyczne, pseudocelomatyczne (pseudojamowce) i celomatyczne (wtórnojamowce). Badania wykazały jednak, że poszczególne typy jam ciała pojawiały się w toku ewolucji wielokrotnie i niezależnie, tak więc obecność lub brak jamy ciała danego typu nie daje podstaw do ustalenia filogenezy.